# وحدة تولوز الحضرية
تشير وحدة تولوز الحضرية، وفقًا للمعهد الوطني للإحصاء والدراسات الاقتصادية، إلى جميع البلديات التي تتمتع باستمرارية البناء حول مدينة تولوز. تجمع هذه الوحدة الحضرية، أو التجمع السكاني بالمعنى العام، 1,063,235 نسمة في عام 2021 في 81 بلدية على مساحة تبلغ 957.5 كيلومتر مربع. تُعد هذه الوحدة رابع أكبر تجمع سكاني من حيث عدد السكان في فرنسا، بعد باريس، ليون، ومرسيليا، وقبل ليل وبوردو.